# Fortunatus (Bibel)
Fortunatus wird zu den Siebzig Jüngern gerechnet. Er wird im 1. Korintherbrief von Paulus gemeinsam mit Achaicus und Stephanas erwähnt (1 Kor 16,17 ). Alle drei sollen später als Märtyrer gestorben sein. Sie werden als Heilige verehrt; gemeinsamer Gedenktag ist der 15. Juni.